# Буш, Адольф
Адольф Георг Вильгельм Буш (нем. Adolf Georg Wilhelm Busch; 8 августа 1891, Зиген — 9 июня 1952, Гилфорд, штат Вермонт) — немецкий скрипач, концертмейстер и музыкальный педагог. Сын музыкального мастера Вильгельма Буша, брат дирижёра Фрица Буша и виолончелиста Германа Буша.

## Биография
Учился в Бонне у Хуго Грютерса (на дочери которого Элизе в 1913 году женился), затем в Кёльнской консерватории у Фрица Штайнбаха и Брама Элдеринга и в Берлинской музыкальной академии. С 1912 г. играл в оркестре Венского концертного общества, с 1919 г. преподавал в Берлинской музыкальной академии. В 1919 г. основал струнный квартет Буша, известный своими записями всех квартетов Бетховена; при исполнении фортепианных квинтетов и в дуэтах и трио постоянным партнером Буша выступал Рудольф Серкин, женившийся впоследствии на дочери Буша Ирене.
В 1927 г. Буш уехал из Германии в Швейцарию, жил и работал в Базеле, был одним из основателей Базельского камерного оркестра. В 1939 г. эмигрировал в США. В 1951 г. вместе с Серкином основал летнюю музыкальную школу Марлборо.